# DDT
A DDT a diklór-difenil-triklóretán rövidítése, nagy hatású rovarméreg. Mivel az élő szervezetben felhalmozódhat, károsítja az élővilágot és egyben az emberi környezetet, egészséget. A világon elsőként Magyarországon tiltották be a forgalmazását és felhasználását 1967-ben, a fenti okokra hivatkozva. A globális betiltási hullám egyik elindítója a környezetvédelem történetének egyik legfontosabb műve Rachel Carson Néma tavasz (Silent spring) című könyve volt. Ebből köztudomásúvá vált, hogy a szer az emberre és a széles élővilágra a zsírszövetekben felhalmozódva igen káros késői rákkeltő, spermiumgátló hatást gyakorol.

## Felfedezése, diadalútja, betiltása
Elsőként – 1874-ben – Othmar Zeidler hozta létre a diklór-difenil-triklóretán (rövidítve DDT) nevű vegyületet. Rovarölő tulajdonságát, a melegvérű állatokra és az emberre való látszólagos veszélytelenségét, évtizedes tartós hatását 1934-ben Paul Hermann Müller fedezte fel, s 1948-ban orvosi Nobel-díjat kapott érte.
A DDT-t már a második világháborúban rovarirtó szerként – Gesarol, Guesarol, Neocid, Supracide Combi és Ultracid Combi néven – a németek a tífuszt, pestist, maláriát és sárgalázt terjesztő tetvek, bolhák és szúnyogok ellen használták. A szövetségesek 1944-ben a Nápolyban uralkodó áldatlan állapotok miatt a tifuszjárvány ellen sikerrel alkalmazták. A bevonuló katonák testi „porzására”, sőt fehérneműjük impregnálására is széles körben használták. Az 1950-es évek előtti állapotokról azonban csak szórványos adataink vannak. Az ötvenes évek elején a DDT-t porozó és permetezőszerként, főként a burgonyatermést veszélyeztető kolorádóbogár ellen, 5-10%-os töménységben alkalmazták. Az 5%-os DDT porozó felhasználás 1953-ban a legmagasabb (5640 t/év), és népszerűségét egészen 1961-ig megőrizte. A 10%-os DDT porozóból 1951 és 1967 között fogyott a legtöbb, maximuma 1960 és 1965 közé esik (átlag 3700 t/év). A 10%-os DDT permetező szerből 1952-ben 436,9 t és 1961-ben 541,8 t fogyott. Igen népszerű volt 1961-1962 táján a DDT olajos emulzió (999,5 és 677 t). 1954-től a töményebb DDT szerek (20-70%) és a DDT tiszta hatóanyag használata is általánossá vált. Az utóbbi alkalmazása egészen 1965-ig töretlenül emelkedett (1850 t/év), majd a forgalomból való kivonás előszeleként mérséklődött. A DDT leggyakoribb formált termékei Matador, Nikerol, Holló, Permit néven kerülnek forgalomba. A készítmények többségét 1966-ban visszavonták, de néhány termék nagyüzemi használatát engedélyezték 1967 végéig. A 10%-os Matador maradék készleteit raktárfertőtlenítésre is használták. Legkésőbben a Holló 10E-t tiltották be 1970-ben, de a készletek kifogyásáig ennek is engedélyezték a nagyüzemi felhasználását. A DDT kivonása ösztönzően hatott a DDT-Lindán kombinált készítmények alkalmazására, ám 1970-re ezeket is kivonták a forgalomból.

## Reneszánsza
A fejlett országokban történt betiltása óta napjainkban is kiterjedten használják olcsósága és hatásossága miatt a harmadik világban. Afrikában, Ázsiában és Dél-Amerikában a maláriavektor moszkítók irtására, a banán-, kakaó- és kávéültetvények védelmére alkalmazzák. Legnagyobb gyártói India, Kína és Észak-Korea.